# Najdenišnica v Ljubljani
Najdenišnica v Ljubljani (nemško Findelanstalt in Laibach) je bila ustanova, ki je v Ljubljani skrbela za najdene otroke. Delovala je med letoma 1789 in 1871.
Za začetek najdenišnice v Ljubljani se šteje ureditev prostorov za najdence v ljubljanskem meščanskem špitalu leta 1789. 24. avgusta 1870 je Kranjski deželni zbor na svoji seji sklenil, naj najdenišnica s 1. julijem 1871 preneha delovati.